# 茶臼山 (八ヶ岳)
茶臼山（ちゃうすやま）は、北八ヶ岳にある山の1つ。標高は2,384m。この山のすぐ南には国道299号が通る麦草峠がある。また、この山の北側には縞枯現象で有名な縞枯山がある。

## 登山道
八ヶ岳連峰を南北に貫く縦走路が山頂を通過している。

## 周辺にある小屋
- 麦草ヒュッテ
- 縞枯山荘